# 138th Street – Grand Concourse
138th Street – Grand Concourse – stacja początkowa metra nowojorskiego, na linii 4 i 5. Znajduje się w jednej z dzielnic Bronxu - Concourse, w Nowym Jorku i zlokalizowana jest pomiędzy stacjami 149th Street – Grand Concourse i 125th Street. Została otwarta 17 lipca 1918.